# マオリ・オールブラックス

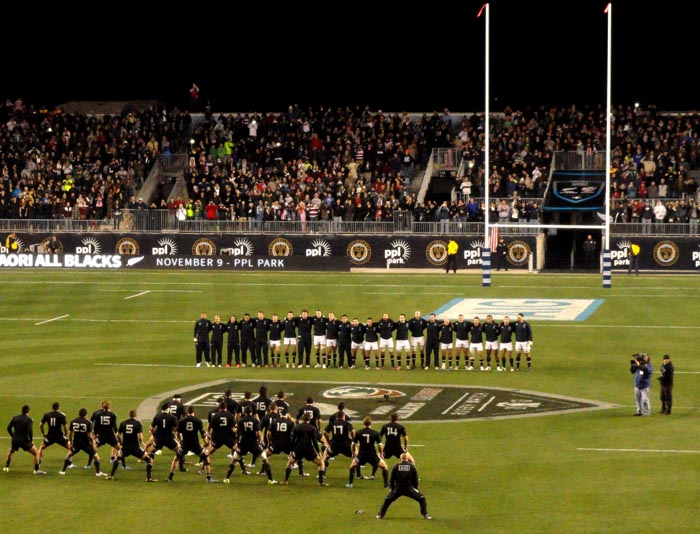
戦でのハカ（2013年11月9日）

マオリ・オールブラックス（Māori All Blacks）は、ニュージーランドの先住民族マオリ代表のラグビーユニオンのチーム。

## 概要
ニュージーランド・マオリ（英: New Zealand Maori）としての初結成は1910年、その前身であるニュージーランドネイティブスは1888年までさかのぼる。2012年6月1日付けで公式にマオリ・オールブラックスと名付けられた。
選手はニュージーランドの先住民族であるマオリであることが条件であり、ニュージーランド代表（オールブラックス）と同様に選ばれることは名誉なこととされる。オールブラックスの黒いジャージ、エンブレムのシルバーファーンなど、オールブラックスのルーツはニュージーランド・マオリにある。
高祖父など血筋をさかのぼって少しでもマオリ族の血を受け継いでいればよいので、一見するとマオリに見えない（風貌は白人の）選手も多くみられる。
遠征に来たナショナルチームがオールブラックスとテストマッチを行うときの前哨戦として、マオリ・オールブラックスとの試合を組むことが多い。
オールブラックスと同様に、国際試合の前には伝統舞踊であるハカを行なうが、オールブラックスとは異なるニュージーランド・マオリ独自のハカ「ティマタンガ (Timatanga)」をもつ。
2008年にはパシフィック・ネイションズカップに参加した。
2005年にブリティッシュ・アンド・アイリッシュ・ライオンズに勝利するなど、2003年から各国代表に対し20連勝した。この間、2008年と2014年に日本代表には3勝している。2017年にブリティッシュ・アンド・アイリッシュ・ライオンズに敗れ連勝はストップした。

## 主な代表選手
- コーリー・フリン
- ホゼア・ギア
- コーリー・ジェーン
- ピリ・ウィプー
- アッシュ・ディクソン
- ジョー・ウィーラー
- ティム・ベイトマン
- コディ・レイ
- リアム・メッサム
- ロビー・ロビンソン
- エリオット・ディクソン
- リアム・スクワイア
- クリス・イーヴズ
- サム・ヘンウッド
- ジャクソン・ヘモポ
- ジェイソン・エメリー
- ダン・プライアー
- カラ・プライアー
- トム・フランクリン
- レニ・アピサイ
- ブラッド・ウェバー
- リーコ・イオアネ
- ショーン・メイトランド
- ダミアン・マッケンジー
- ジョー・ムーディ
- コーディー・テイラー
- アキラ・イオアネ

## 選手

### 現在の代表
マオリ・オールブラックス2025年スコッド
カデ・バンクスはダニエル・ロナの負傷でスコッドに加入。
- ヘッドコーチ :  ロス・フィリポ（英語版）
- キャプテン : カート・エクランド

| 選手                             | ポジション     | 誕生日 (年齢)          | キャップ | フランチャイズ                          |
| -------------------------------- | -------------- | ---------------------- | -------- | --------------------------------------- |
| ジェイコブ・ディヴェリー         | フッカー       | 1998年10月21日（26歳） | 0        | ハリケーンズ / ホークスベイ             |
| カート・エクランド()             | フッカー       | 1992年1月5日（33歳）   | 7        | ブルーズ / ベイ・オブ・プレンティ       |
| ベネット・クメロア               | プロップ       | 2000年6月25日（25歳）  | 2        | チーフス / ベイ・オブ・プレンティ       |
| ジャレド・プロフィット           | プロップ       | 2000年6月25日（25歳）  | 0        | チーフス / タラナキ                     |
| ポウリ・ラケテストーンズ         | プロップ       | 1997年6月17日（28歳）  | 4        | ハリケーンズ / ホークスベイ             |
| カーショー・サイクスマーティン   | プロップ       | 1999年4月26日（26歳）  | 0        | クルセイダーズ / タスマン               |
| メイソン・トゥパエア             | プロップ       | 2002年10月16日（22歳） | 0        | ブルーズ / ワイカト                     |
| ザック・ギャラガー               | ロック         | 2001年9月4日（23歳）   | 0        | ハリケーンズ / カンタベリー             |
| ラクラン・マックワンネル         | ロック         | 1998年10月29日（26歳） | 2        | ブルーズ / ワイカト                     |
| アントニオ・シャルフーン         | ロック         | 1997年8月10日（27歳）  | 0        | クルセイダーズ / タスマン               |
| アイザイア・ウォーカーレアウェレ | ロック         | 1997年7月16日（27歳）  | 12       | ハリケーンズ / ホークスベイ             |
| 二コラ・ブロートン               | バックロー     | 2001年9月5日（23歳）   | 1        | ハイランダーズ / ベイ・オブ・プレンティ |
| ジェローム・ブラウン             | バックロー     | 1996年9月29日（28歳）  | 0        | チーフス / ワイカト                     |
| ケイレブ・デラニー               | バックロー     | 2000年2月4日（25歳）   | 1        | ハリケーンズ / ウェリントン             |
| カレン・グレース                 | バックロー     | 1999年12月20日（25歳） | 3        | クルセイダーズ / カンダベリー           |
| TK・ハウデン                     | バックロー     | 2001年1月28日（24歳）  | 4        | ハイランダーズ / マナワツ               |
| ケマラ・ハイティパラパラ         | スクラムハーフ | 1997年3月5日（28歳）   | 0        | オークランド                            |
| サム・ノック                     | スクラムハーフ | 1996年6月18日（29歳）  | 5        | ブルーズ / ノースランド                 |
| リヴェス・レイハナ               | フライハーフ   | 2000年5月25日（25歳）  | 2        | クルセイダーズ / ノースランド           |
| ケイレブ・トラスク               | フライハーフ   | 1999年1月27日（26歳）  | 2        | チーフス / ベイ・オブ・プレンティ       |
| コーリー・エヴァンズ             | センター       | 2001年1月11日（24歳）  | 1        | ブルーズ / ノースランド                 |
| ダニエル・ロナ                   | センター       | 2000年4月10日（25歳）  | 1        | チーフス / タラナキ                     |
| ベイリン・サリヴァン             | センター       | 1998年9月3日（26歳）   | 4        | ハリケーンズ / ワイカト                 |
| シャビ・タエリ                   | センター       | 2004年12月19日（20歳） | 0        | ブルーズ / オークランド                 |
| ギデオン・ランプリング           | センター       | 2001年7月26日（23歳）  | 0        | チーフス / ワイカト                     |
| コール・フォーブス               | ウイング       | 1999年8月10日（25歳）  | 2        | ブルーズ / ベイ・オブ・プレンティ       |
| ジョナ・ロウ                     | ウイング       | 1996年5月9日（29歳）   | 5        | ハイランダーズ / ホークスベイ           |
| カデ・バンクス                   | ウイング       | 2000年6月9日（25歳）   | 0        | ハリケーンズ / ノースハーバー           |
| ザーン・サリヴァン               | フルバック     | 2000年7月10日（24歳）  | 1        | ブルーズ / ホークスベイ                 |

※所属、 キャップ数(Cap)は2025年6月24日現在